# بيتز (كولورادو)
بيتز (بالإنجليزية: Peetz, Colorado)‏ هي بلدة تقع في مقاطعة لوغان، كولورادو بولاية كولورادو في الولايات المتحدة. تبلغ مساحتها 0.5 (كم²)، وترتفع عن سطح البحر 1352 م، بلغ عدد سكانها 227 نسمة في عام 2000 حسب إحصاء مكتب تعداد الولايات المتحدة وتصل الكثافة السكانية فيها 454 نسمة/كم2.

## وصلات خارجية
- Town of Peetz Website
- The US50 - Cities and Towns in Colorado State
- Colorado Cities and Towns, Facts, Map, Flag, Colleges, Government, and More